# Patatas viudas
Las patatas viudas es un plato preparado con patatas guisadas sin incluir contenido cárnico entre sus ingredientes. La denominación "viudas", al igual que con otros platos españoles viene a indicar que poseen ingredientes vegetarianos en su elaboración (en contraposición con las patatas a la riojana que suelen llevar chorizo). Se trata de una patata muy popular en la  gastronomía castellana. Es un plato invernal que se sirve caliente con pimentón dulce y un chorro de aceite de oliva. 

## Características
Las verduras empleadas, por regla general cebolla, ajo y pimiento se sofríen en aceite de oliva y pimentón con algunas hojas de laurel para aromatizar. Al sofrito se le añaden las patatas cortadas en pequeños trozos y finalmente se suelen guisar junto con las verduras. En muchas ocasiones las patatas viudas se interpretan como "solas", es decir sin elementos cárnicos como puede ser: costillas de cerdo, chorizo, morcilla, o pescado. Al igual que otras preparaciones castellanas se suele presentar en cazuela de barro. En cualquier caso se trata de un plato de origen humilde en el que el pimentón daba su personalidad a un plato barato. En algunas ocasiones las patatas se guisaban con un caldo de carne (con gusto a gallina) con el objeto de proporcionar más sabor. Su ausencia de carne y el uso de pimentón hace que sea un plato típico de Semana Santa en algunas ciudades españolas. 